# Сумка (приток Псёла)

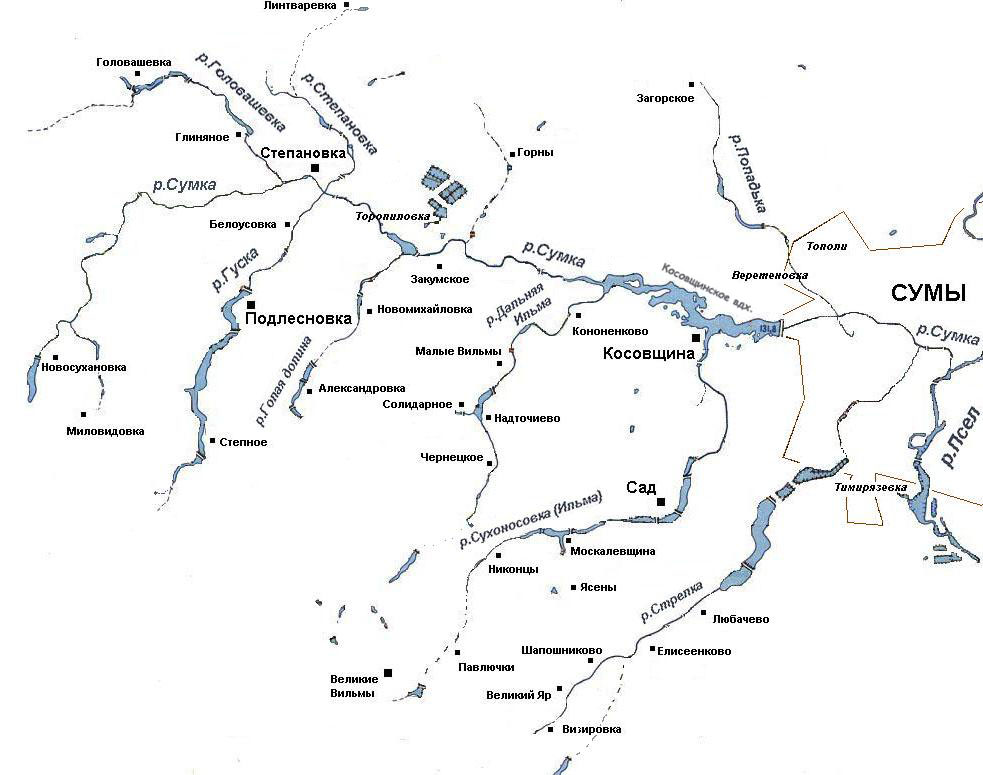
Карта-схема р. Сумки и её притоков

Су́мка (укр. Су́мка) — река в Сумской области Украины, правый приток реки Псёл (бассейн Днепра). Начинается из родников и небольших прудов близ села Новосухановка и Миловидовка. Протекает по территории Сумского района, а также самого города Сумы, где и впадает в Псёл. Ранее известна как река Сума.
Длина реки — 24 км, площадь водосборного бассейна — 389 км². Ширина от 1—2 метров (до и после водохранилища) до 100—150 метров в районе водохранилища. Глубина до 4 м, средняя 1 м. Высота протекания от 138 до 131 м над уровнем моря. На реке Сумке в 1960-х гг. заводом «Химпром» создано самое крупное в Сумском районе Косовщинское водохранилище (плановый объём до 11 млн м³ воды).
По одной из версий название реки и дало название городу Сумы.
- Населённые пункты на реке Сумка: с. Новосухановка, пгт. Степановка, с. Закумское, с. Кононенково, с. Косовщина, г. Сумы.
- Притоки реки Сумка: р. Головашевка (л), р. Степановка (л), р. Гуска (п), р. Дальняя Ильма (п), р. Сухоносовка (Ильма) (п), р. Попадька (Попадья, Веретеновский ручей) (л), р. Стрелка (п) и ещё несколько небольших пересыхающих прудов.